# Пайри Дайза
Па́йри Да́йза (нидерл. Pairi Daiza) — зоопарк и ботанический сад в Бельгии. Расположен в шестидесяти километрах от Брюсселя, в Камброн-Касто (провинция Эно). Открыт в 1994 году, содержит 600 видов животных и птиц, всего 5000 особей.

## История
Парк открыл свои двери 11 мая 1994 года и назывался тогда «Парадисио» (нидерл. Paradisio). Первоначально это был парк птиц, но со временем преобразовался в полноценный зоопарк. Расположен на месте бывшего аббатства Cambron, который принадлежал монахам ордена цистерцианцев. Pairi Daiza означает в переводе с древнего персидского языка «огороженный сад» или «сад, защищенный стенами». Парк окружён старыми монастырскими стенами протяжённостью 3 км. Его территорию пересекает река Дандр, которая наполняет внутренние водоёмы. Многое напоминает об истории этого места: средневековые руины, башня монастырской церкви, здание аббатства, огромные старые деревья. Территория парка составляет 55 гектаров. На конец 2015 года в зоопарке находилось 600 различных видов животных и птиц — представители пяти континентов и океанов. Их общая численность составляла 5000 особей.Однако это не дикие животные, взятые из дикой природы (за исключением некоторых морских видов), а животные, рождённые в неволе или приобретённые в результате обмена с другими зоопарками и учреждениями со всего мира.
Отличительная черта парка Пайри Дайза заключается в том, что он представляет посетителям, кроме флоры и фауны, архитектуру бывшего аббатства (восстановленные и реконструированные здания), а также архитектуру и культуру других стран: китайские садовые павильоны и балийский храм, традиционный тайский дом, африканские деревни и многое другое. Эта смесь природы и культуры, красота живой и неживой природы является характерной чертой парка Пайри Дайза. Посещаемость парка неуклонно растёт, в 2014 году (за 7 месяцев деятельности в период с апреля по ноябрь) составила 1,39 млн посетителей. В 2015 году 1,767 млн человек посетили парк, что на четверть превысило посещаемость предыдущего сезона.
Пайри Дайза является членом Европейской ассоциации и Всемирной ассоциации зоопарков и аквариумов (EAZA и WAZA). В рамках достижения целей этих организаций парк осуществляет ряд научных программ по сохранению и воспроизводству исчезающих видов.
По этой программе в 2014 году китайское правительство передало парку в аренду двух больших панд, Hao Hao и Xing Hui на срок до 15 лет.

## Тематические зоны
Парк разделён на тематические зоны, которые называются «мирами», а весь парк — это «сад миров» (фр. Un Jardin des Mondes). Пайри Дайза состоит из семи «миров», восьмой «мир» находится на начало 2016 года в стадии создания.

### Вход в парк

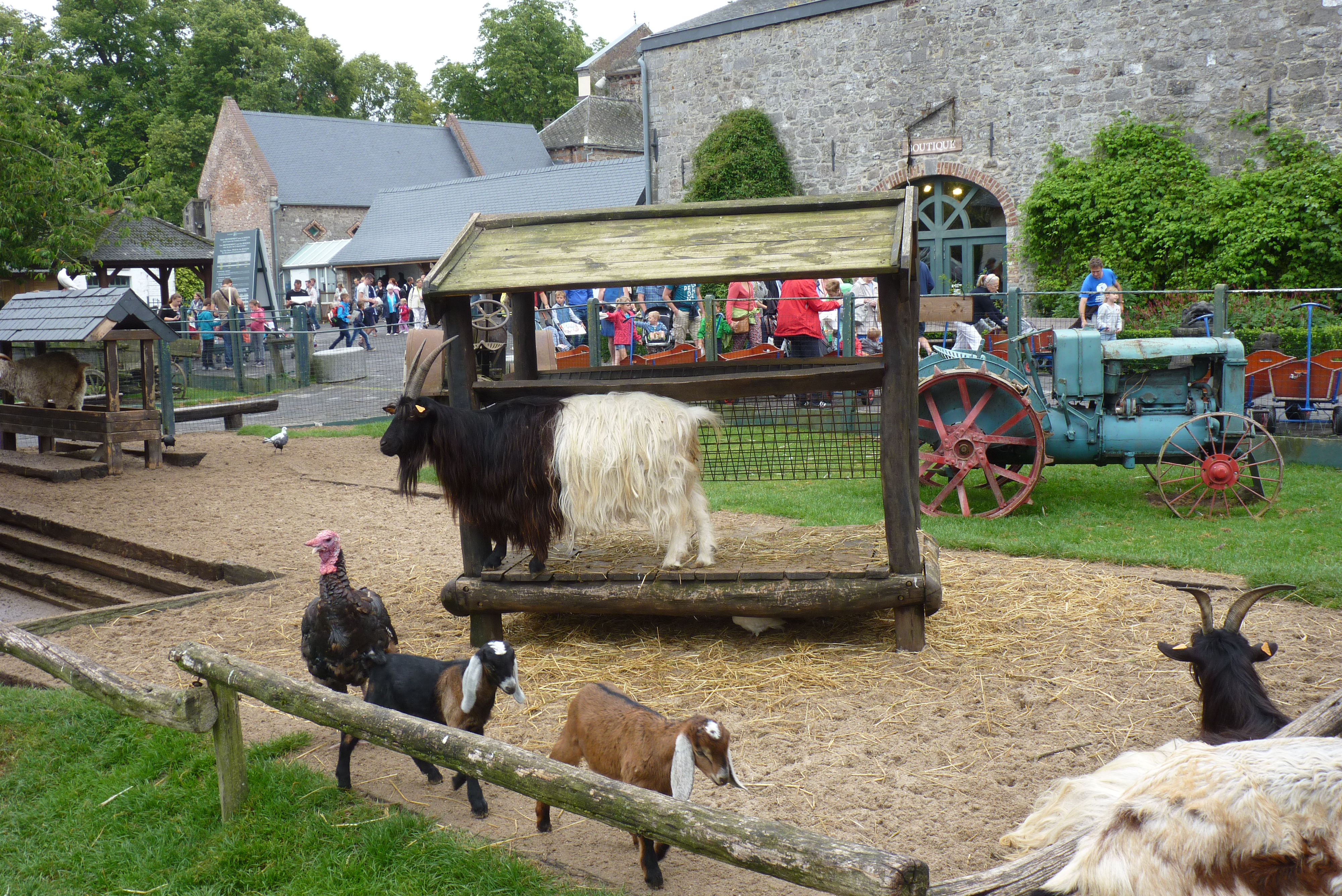
Мини-ферма в парке

При входе в парк есть мини-ферма, особенно интересная для маленьких посетителей, расположенная вокруг старого ангара для телег с голубятней на крыше. Здесь живут домашние животные, отобранные по их небольшому размеру. Дети могут смело подходить к ним, гладить и кормить специальным кормом. Далее расположен сад роз, где высажены различные сорта роз, среди них есть и очень старые. Андалузский сад, с прудами, фонтанами и цветами, показывает красоту садов на юге Испании.

### «Ворота Небес» — мир облаков

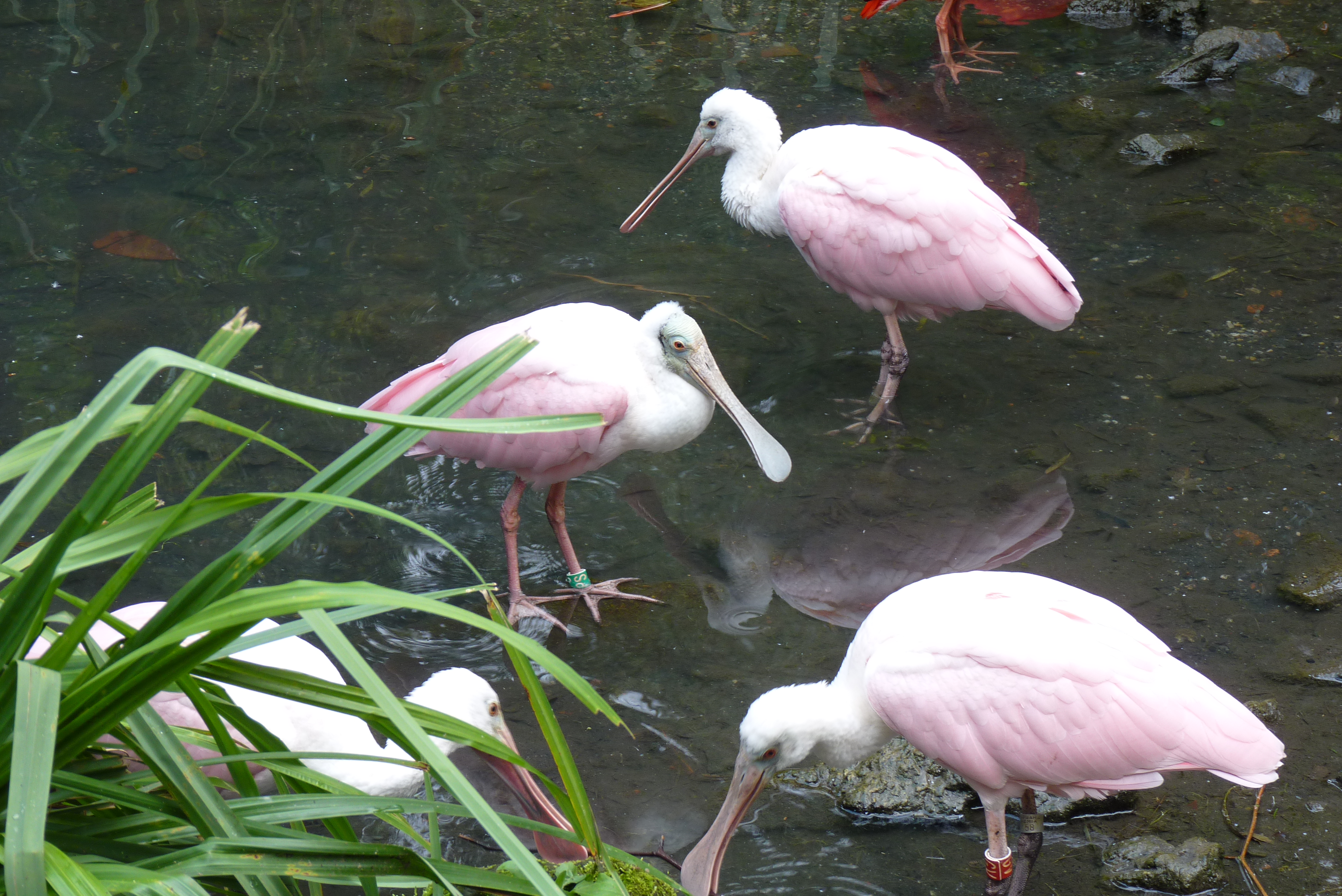
Розовые колпицы

Первый из «миров» — это «Ворота Небес» — мир облаков. Здесь доминирует старая башня церкви аббатства (высота 54 м), построенная в XVIII веке, в её руинах гнездятся птицы и обитают летучие мыши.
Многообразие птичьего мира можно наблюдать в вольере «Кафедрал» — крупнейшем вольере Европы площадью 3000 м², в котором посетители могут свободно ходить. Здесь обитают красные ибисы, фламинго, колпицы и различные виды уток.
Кроме того, в оранжерее Тропикалия содержатся птицы с ярким оперением: туканы, венценосная куропатка, сероспинный трубач, гривистый голубь, пискулька, павлиньи фазаны, соловей, африканские бородатки, капская горлица, зебровая амадина, а также есть здесь гигантская шпороносная черепаха.
Серия клеток является домом для нескольких видов попугаев, в том числе: кеа, сине-жёлтый ара, гиацинтовый ара, розовый какаду и желтохохлый какаду, корелла, солнечная аратинга и другие виды. Также здесь есть хохлатая кариама.
Летучие мыши гнездятся в Крипте под арочными сводами старой башни, где посетители могут наблюдать их в темноте.
Во время демонстраций с хищными птицами у подножия башни над головами зрителей проносятся орлы, канюки, стервятники, ястребы, совы и соколы. Зрители, сидя на скамейках, наблюдают хищников в свободном полёте.
Оазис — это огромный зимний сад площадью 7000м², построенный в 2000 году. Здесь находятся гигантские черепахи, золотистая щурка, карликовый мангуст, эдипов тамарин или пинче (маленькие обезьянки из Колумбии, находящиеся под угрозой исчезновения), карликовые выдры, священная майна, птицы-носороги, коричневый калао и ленивец. Множество тропических растений, а также большая коллекция кактусов, создают атмосферу оазиса с озерами и водопадами.
Лагуна — место обитания большого количества разных видов водоплавающих птиц.
В том числе 7 сортов лебедей, среди них черношейный лебедь, происходящий из просторов Патагонии.

### «Ворота глубин» — мир морей

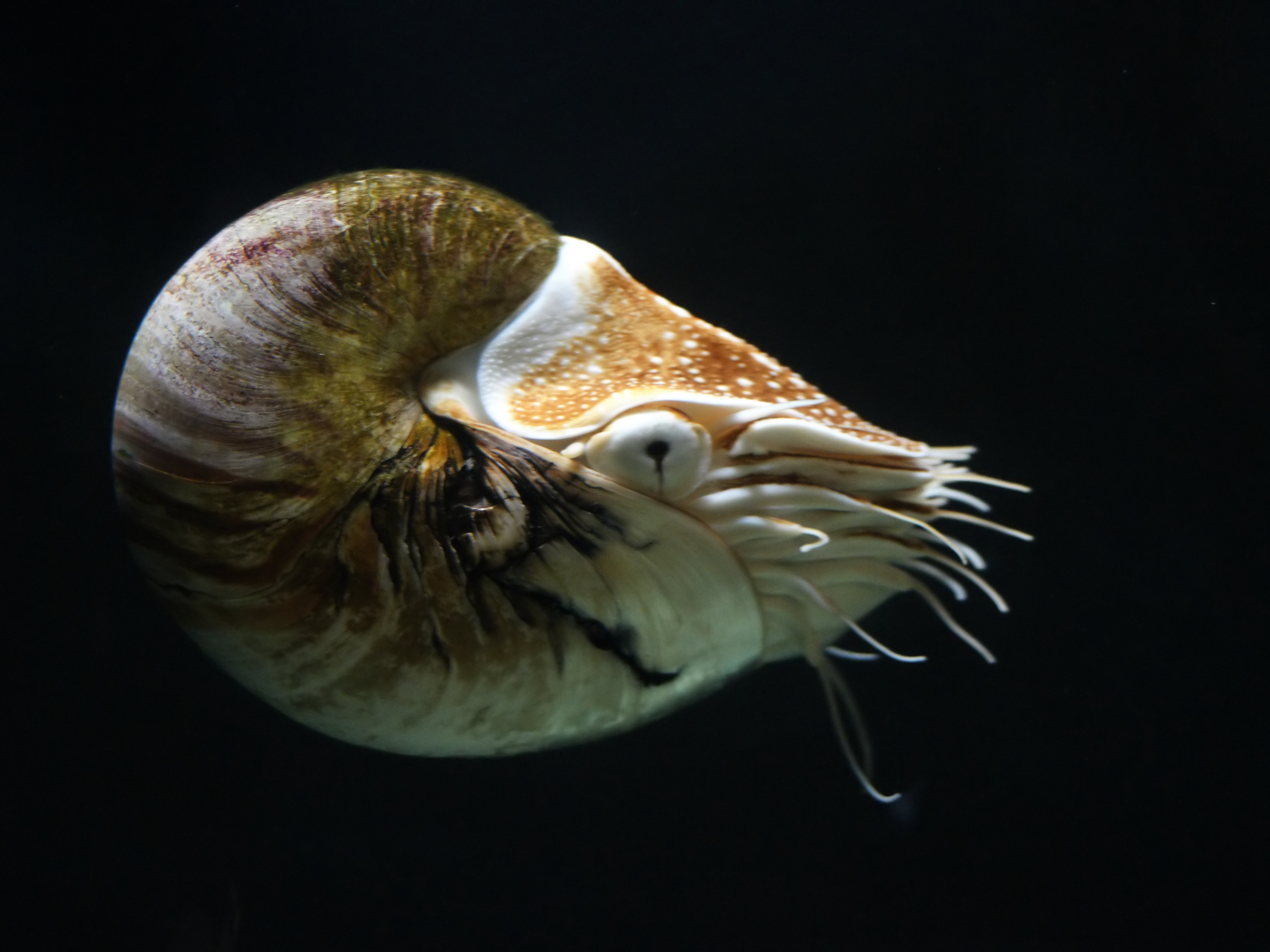
Наутилус

В неоклассическом замке (построен в 1854 г. на территории аббатства Камброн) находится огромный аквариум. Он был открыт в 2001 году, а в 2015 году признан «Лучшим морским миром» Бельгии. Этот проект реализован по мотивам романа Жюля Верна «Двадцать тысяч льё под водой». В недрах «Наутилуса» (англ. Nautilus) многочисленные водоёмы и аквариумы заполнены 500м³ морской и пресной воды, где живут около 270 видов морских животных из холодных и теплых морей и океанов, из тропических озёр и рек: акулы, скаты, медузы, кораллы, рыбы и ракообразные. Здесь можно увидеть яванского гимноторакса — вид рыб из семейства муреновых, длиннокрылую акулу, чернопёрую акулу и усатую акулу-няньку, морских окуней. Также здесь обитают наутилусы — род головоногих моллюсков и осьминоги.
Есть и свой Кабинет редкостей, где хранятся естественно-научные экспонаты, в том числе несколько скелетов сиамских близнецов.
«Алгоа Бей»(англ. Algoa Bay) — это место обитания двух видов водных животных: черноногих пингвинов и обыкновенных тюленей.

### «Город Бессмертных» — Китайский мир

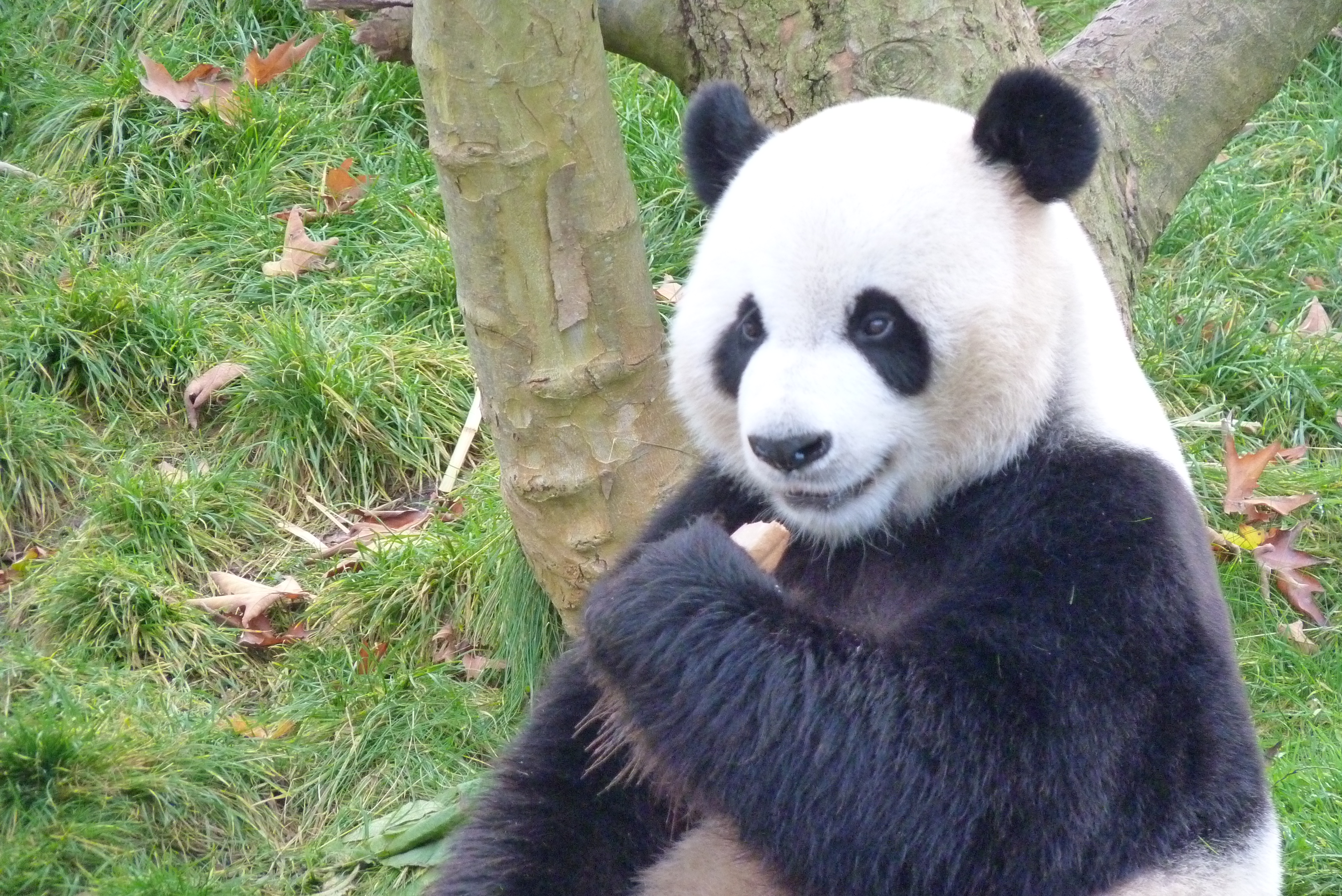
Большая панда

Этот крупнейший китайский сад в Европе, созданный в 2006 году, украшен цветниками и китайским бонсаем. Здесь обитают красные панды и мунтжаки. Различные здания в китайском стиле построены и украшены мастерами из Поднебесной. Всё здесь является аутентичным, спроектировано и построено в соответствии с правилами искусства архитектуры и планировки китайских садов.
«Храм наслаждений» — это большое здание из дерева, построенное без единого гвоздя, вся резьба выполнена китайскими мастерами, к услугам посетителей ресторан на 400 мест на двух уровнях, где можно отведать блюда азиатской кухни. Кроме того в саду есть извилистый лабиринт, водопады, беседки, мосты, пруды и рощи с маньчжурскими журавлями, бамбуковый лес.

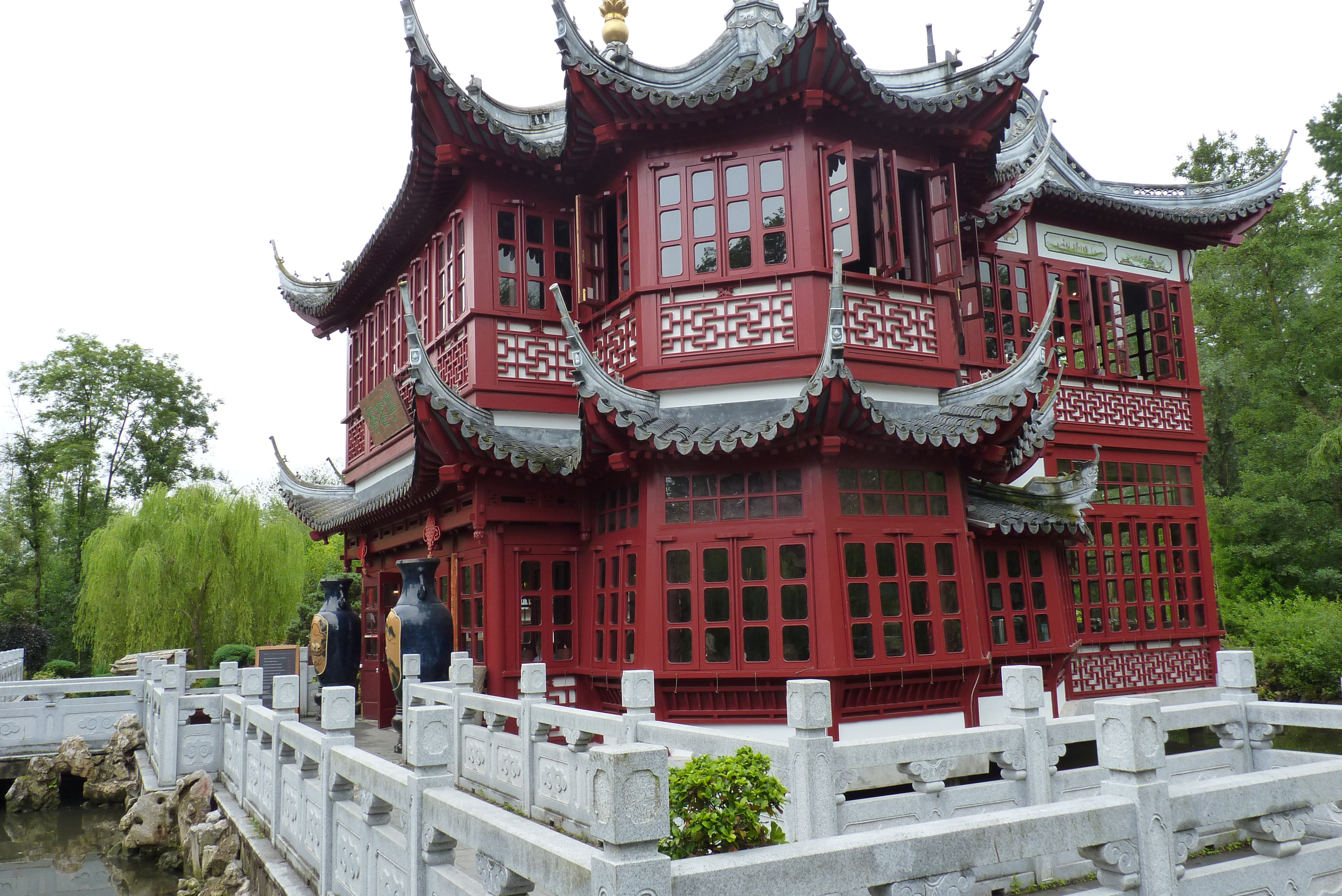
Чайный домик

Чайный дом — реконструкция старейшего чайного домика в Шанхае.
Этот сад предлагает посетителям пространство гармонии трёх основных китайских религий: конфуцианства, даосизма и буддизма. Можно посетить Храм Земли с его большим бронзовым колоколом, буддийский храм Сострадания, построенный на холме, в окружении плантации чайных кустов. Декор, статуи, ритуальные предметы, большая центральная статуя Будды — всё здесь является подлинным.
Царство больших панд — это одно из главных достопримечательностей парка. Пайри Дайза является одним из немногих европейских зоопарков, который удостоился награды в 2013 году и на правах аренды получил из Китая пару больших панд: самку Хао Хао (Красивая) и самца Синь Хвэй (Яркая звезда). Панды прибыли в парк в феврале 2014 года. К этому времени для них была оборудована обширная территория: пещера для укрытия в жаркое время года и зона отдыха снаружи. Посетители парка могут наблюдать этих животных и в пещере, через стеклянные стены, и снаружи, где панды находятся на возвышении.
Из других редких животных в этой части парка есть снежные барсы и золотой такин. Кроме того, такие виды птиц, как аисты (черный, белый и черноклювый) и журавли (даурский, японский, журавль-красавка, райский журавль, черношейный журавль, сибирский белый журавль, канадский журавль и чёрный журавль).

### «Долина Источник» — мир монахов и деревня хищных птиц

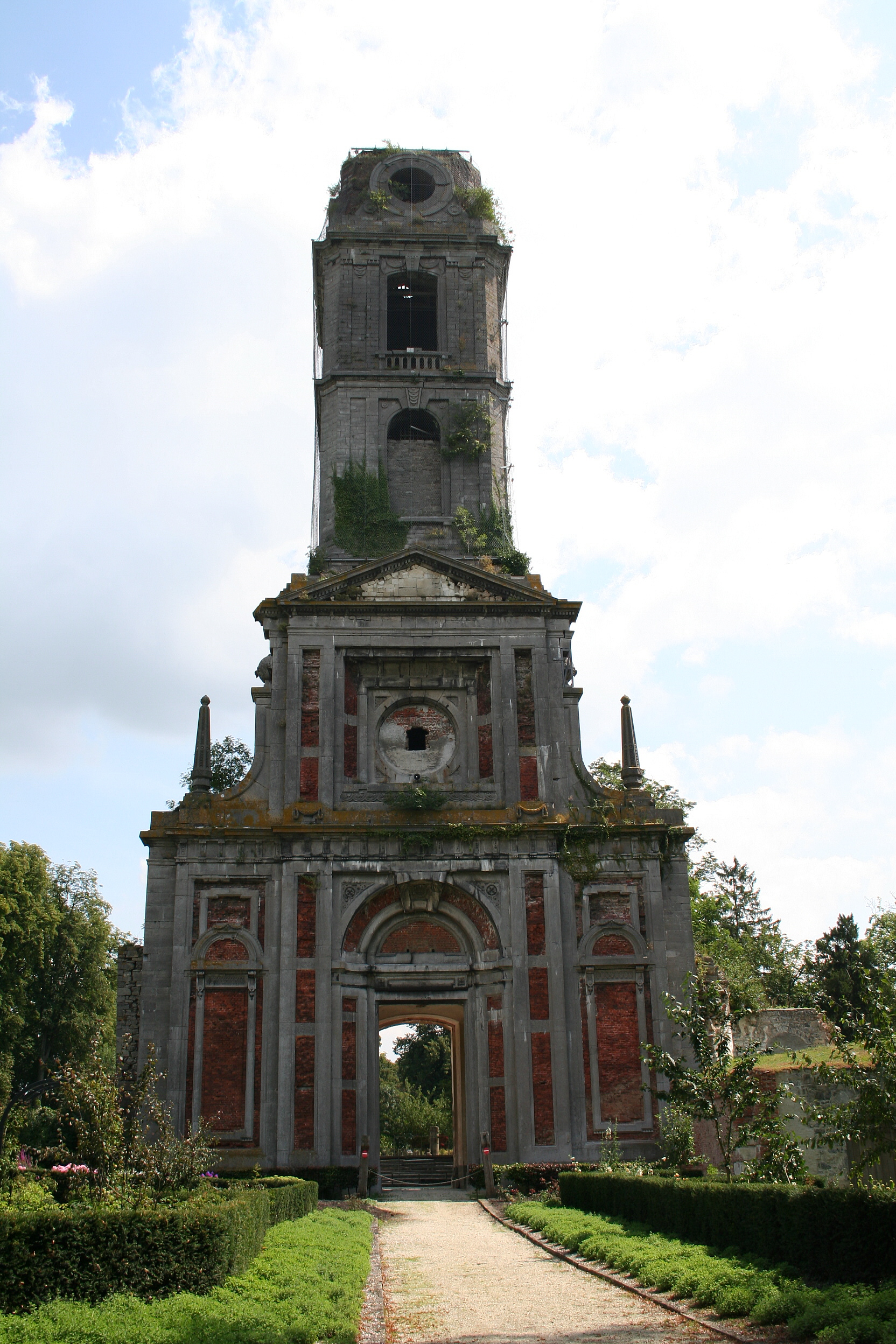
Башня церкви аббатства

В историческом центре Кэмброна сосредоточены постройки средневекового аббатства, некоторые в руинах, другие восстановленные. Источник Сант-Бернард струится в самом сердце старой квадратной башни Святого Бернарда. У подножия башни расположено обиталище капибар, гигантских муравьедов и тапиров. Тапиры в теплую погоду проводят время в воде, поэтому их территория расположена на берегу реки. Равнинные тапиры, как и остальные виды тапиров, занесены в список животных, которым грозит вымирание.

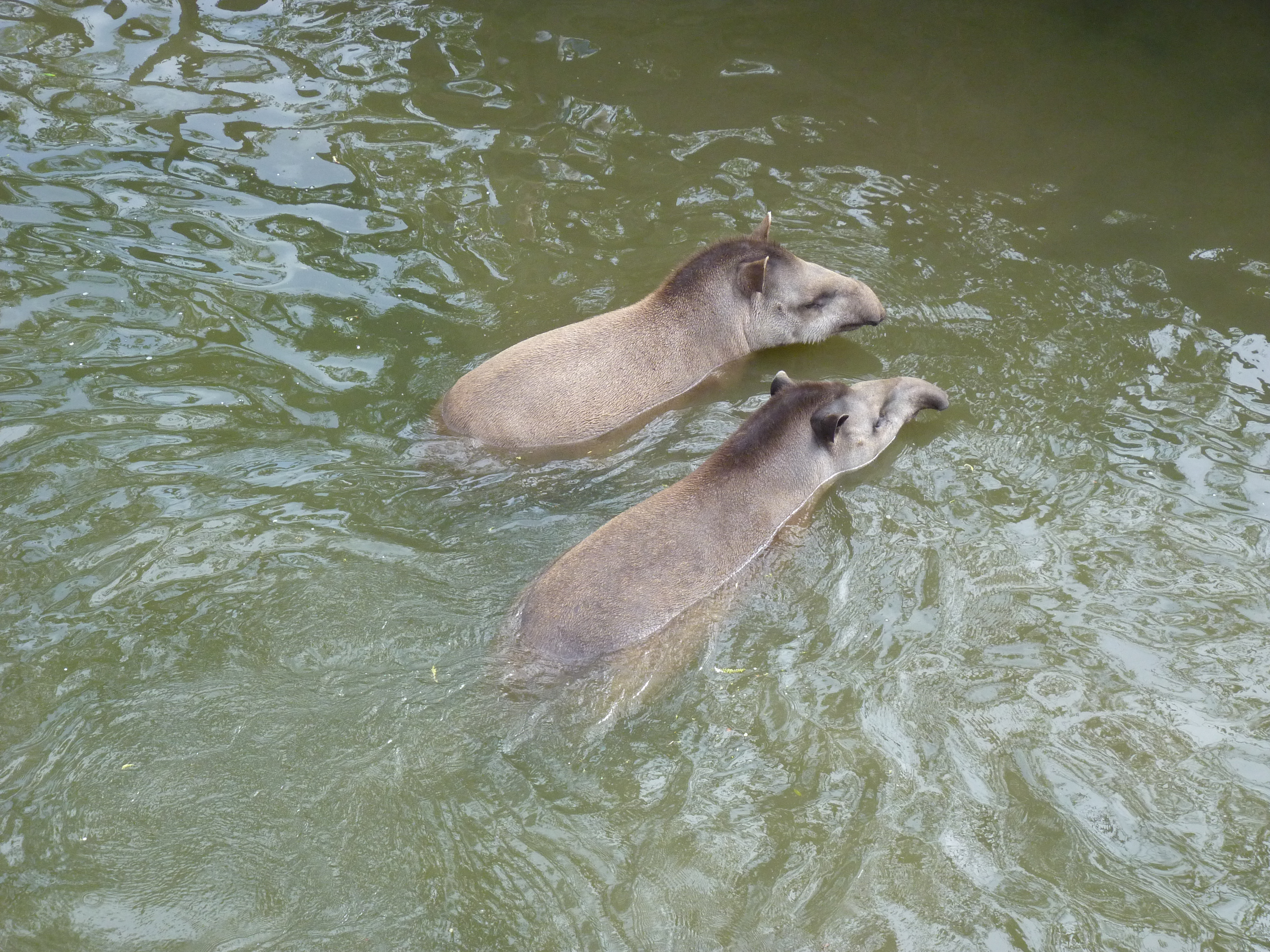
Тапиры в реке
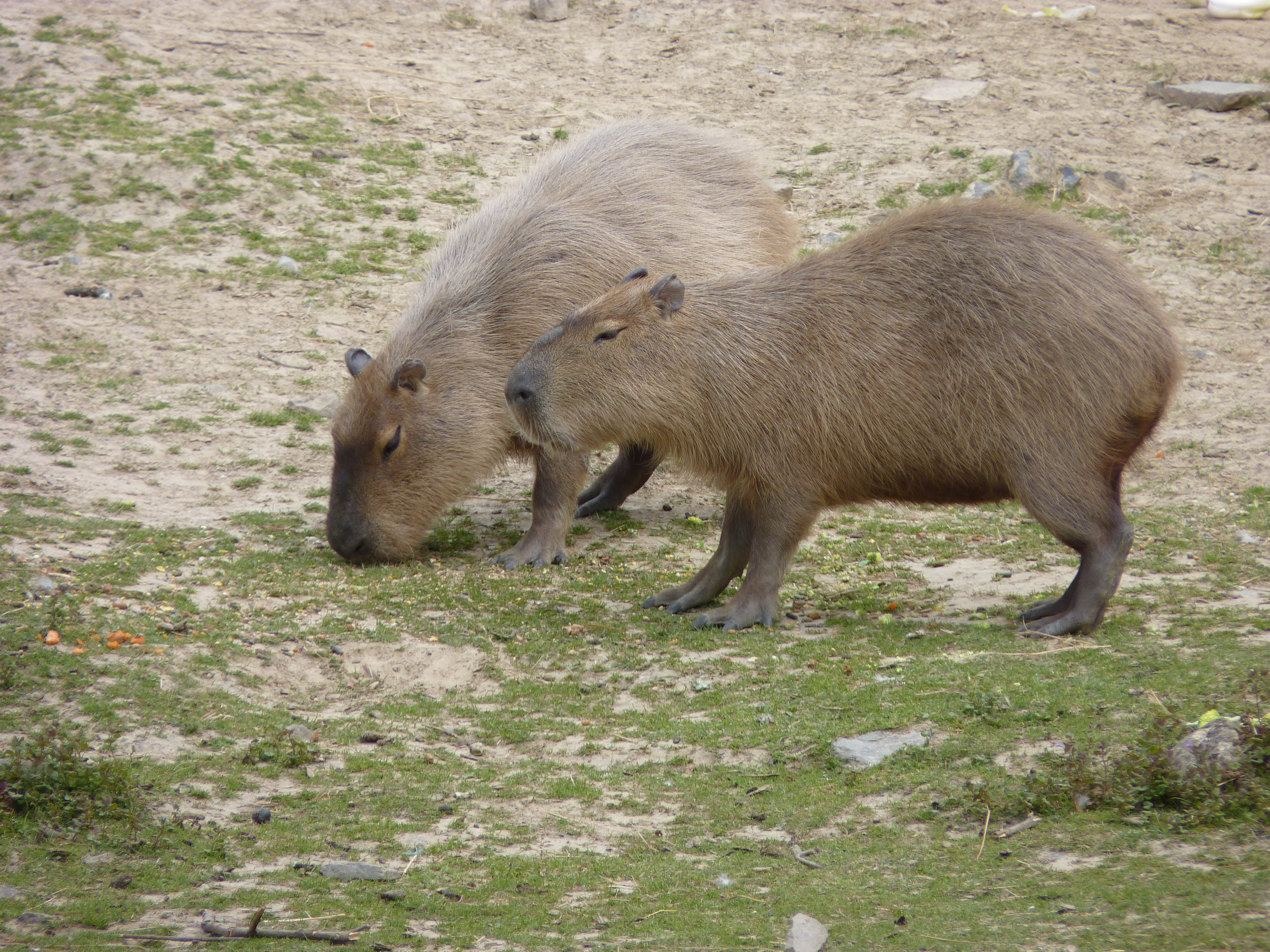
Капибары
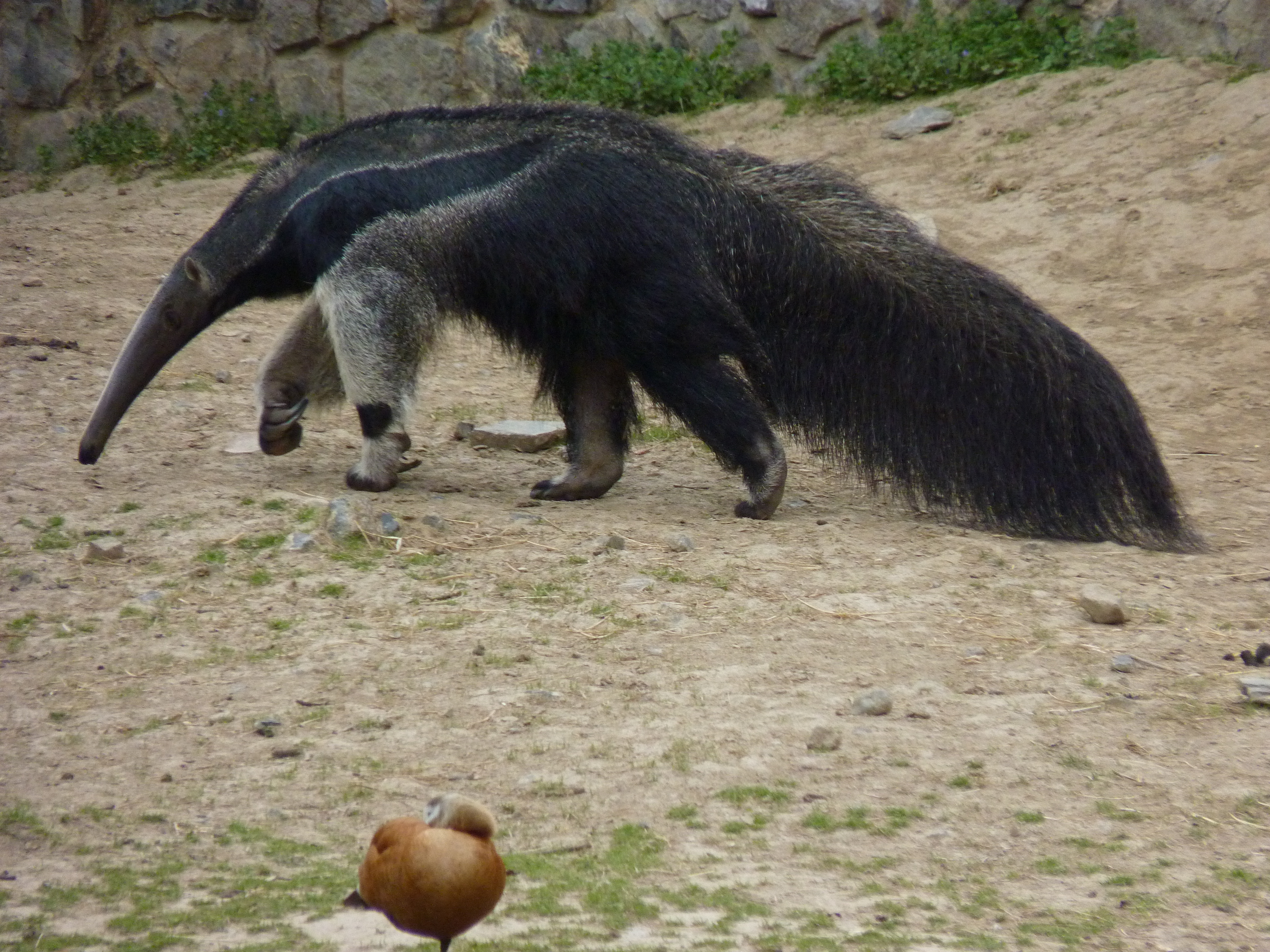
Гигантский муравьед

Деревня хищных птиц открыта в 2007 году. Здесь находятся большие вольеры для различных видов хищных птиц, а именно: орлан-белохвост, белоголовый орлан, белоплечий орлан, орлан-крикун, ланнер, каракары-каранчи, андский кондор, королевский гриф, малая желтоголовая катарта, бородач, стервятник, белоголовый сип, чёрный гриф, африканский гриф, африканский сип, бурый стервятник, пальмовый гриф, африканский белогорлый гриф, африканские луни, змееяд, орёл хохлатый, красный коршун, черный коршун, филин, полярная сова и южный рогатый ворон.

### «Земля происхождения жизни» — Африканский мир

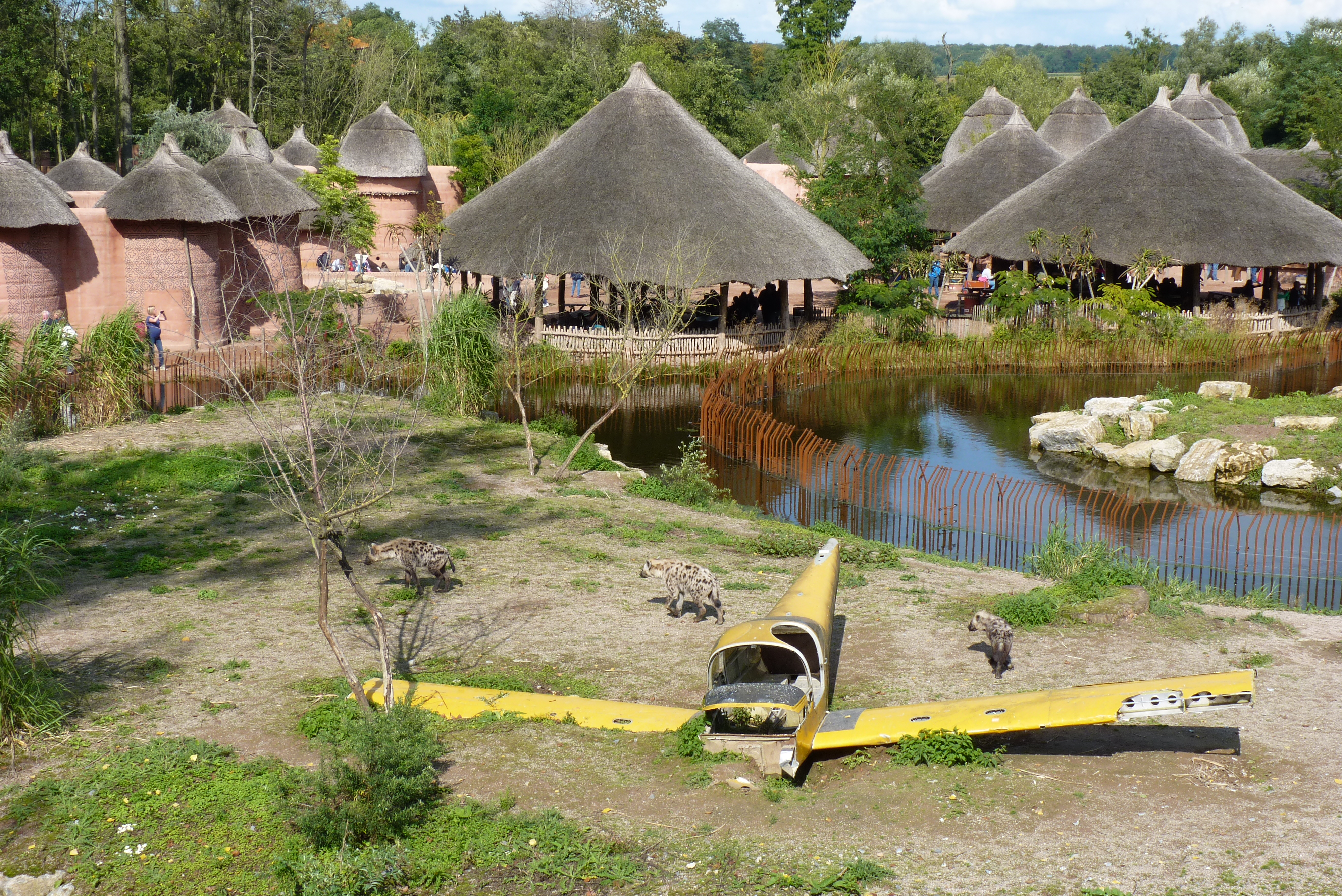
Африканская деревня в парке

Структурно расположенный вокруг двух деревень, этот мир предлагает посетителям взглянуть на великий Африканский континент. На берегу озера деревня, построенная по подобию деревни Ганвье в Бенине, называемой «африканской Венецией». Деревня, с её хижинами на сваях, воссоздаёт атмосферу сельской общины в Западной Африке: местный продуктовый магазин, начальная школа, изба рыбака, священник вуду и другое.
На острове обитают колобусы. Вторая деревня Тамберма (Сомба), её дома — это традиционные дома народа Тамберма, людей, живущих в северной части Того. Здесь собраны предметы быта и культуры народов Африки от Сенегала до Конго, Нигерии и Замбии.
Сверху, с нагромождения камней, открывается вид на «саванну», населенную крупными животными, называемыми «большая пятёрка»: львами, слонами, буйволами, носорогами и бегемотами. Есть и другие виды африканских животных: жирафы, крупный рогатый скот ватусси, антилопы, гепарды, пятнистые гиены, страусы, голубой гну, ситатунга, саванные зебры, страусы, марабу, восточный венценосный журавль, серёжчатый журавль, седлоклювый ябиру, в общей сложности 200 животных 32 видов.
В бассейне для бегемотов посетители могут видеть через стекло этих огромных животных, плавающих под водой. Смотровая площадка для наблюдения за жирафами прикреплена к стволу гигантского платана, с неё можно кормить этих самых высоких наземных животных (более пяти метров в высоту).
«Нуси Комба» (англ. Nosy Komba)
Это остров лемуров. Эта тематическая зона указывает на небольшой остров Nosy Komba на Мадагаскаре. Здесь можно увидеть кольцехвостых лемуров или кошачьих лемуров и лемуров вари.

### Лагуна и Мура Мура — водный мир и южный мир
Три больших пруда наполняются водами реки Дандр, здесь поселилось большое количество водоплавающих птиц: лебедей, гусей, уток, пеликанов, фламинго, цапель и аистов.

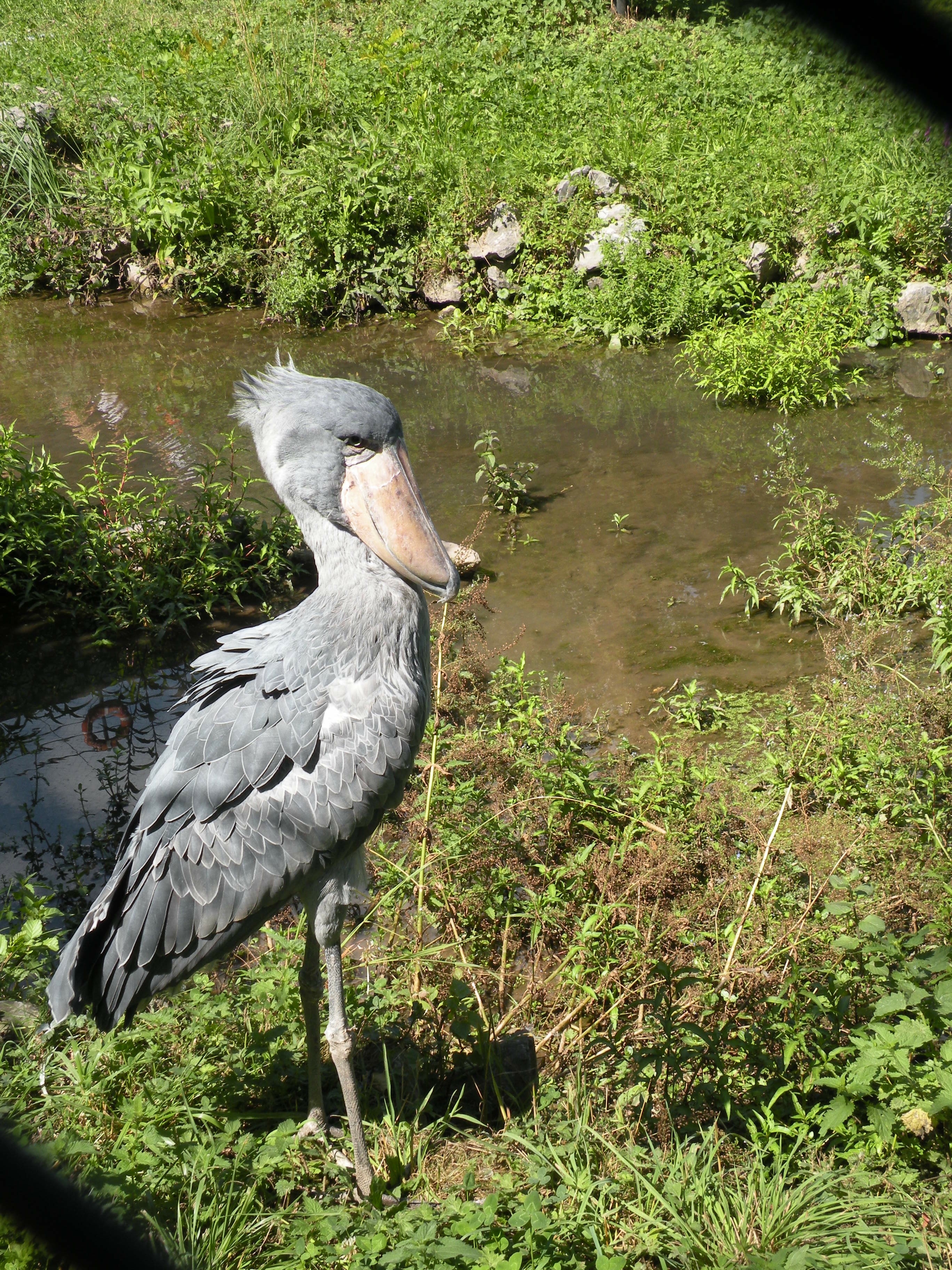
Китоглав
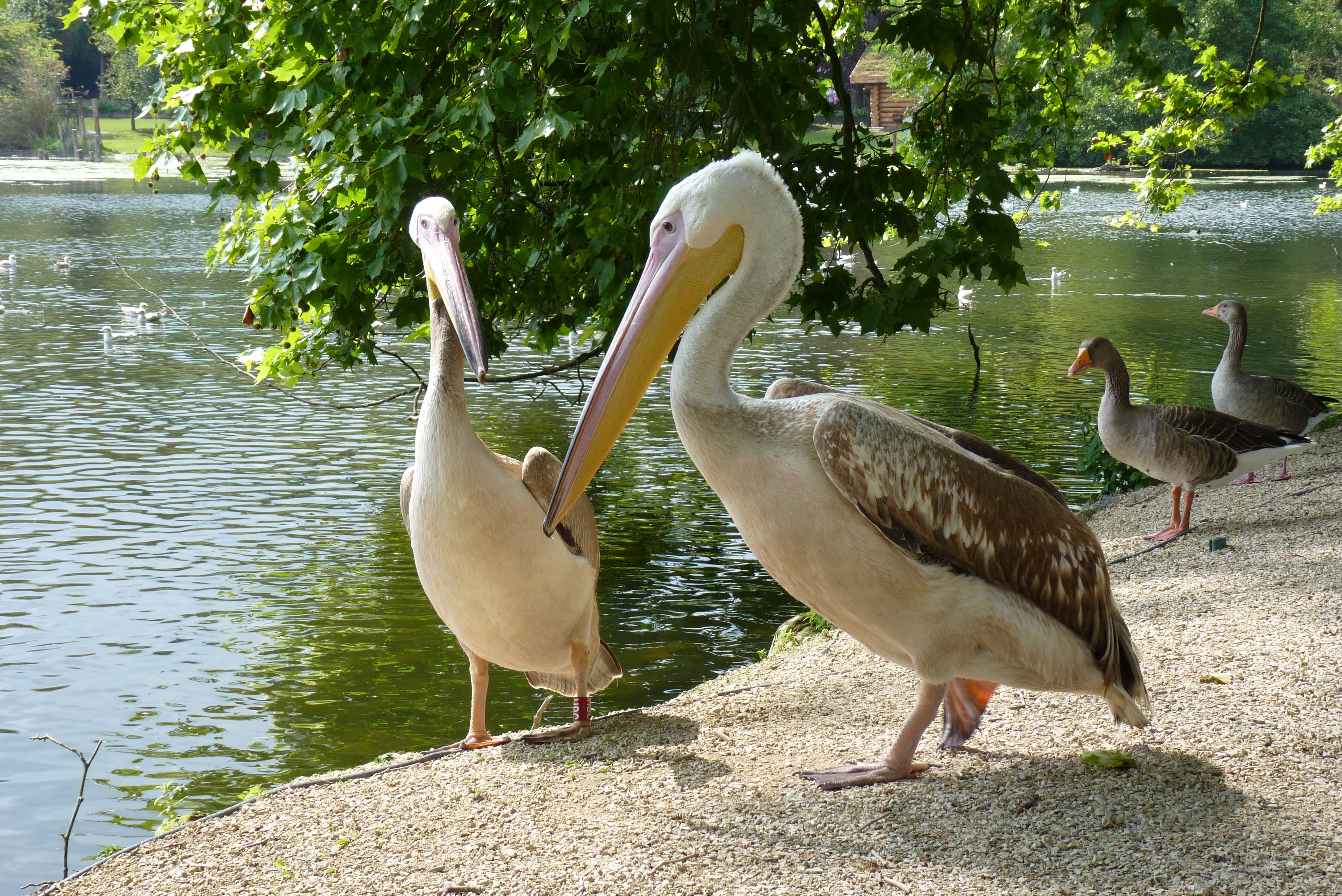
Розовые пеликаны
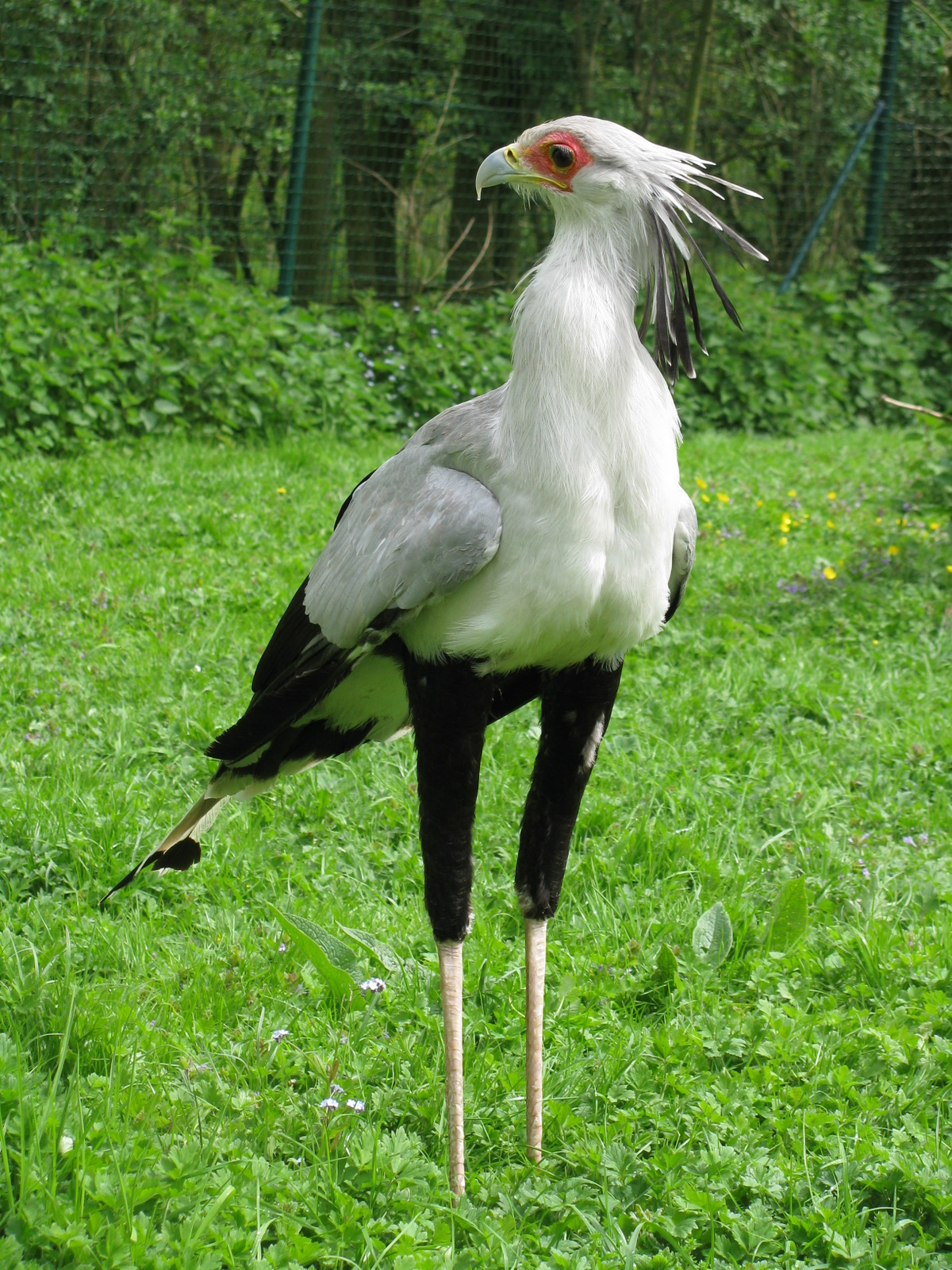
Птица-секретарь
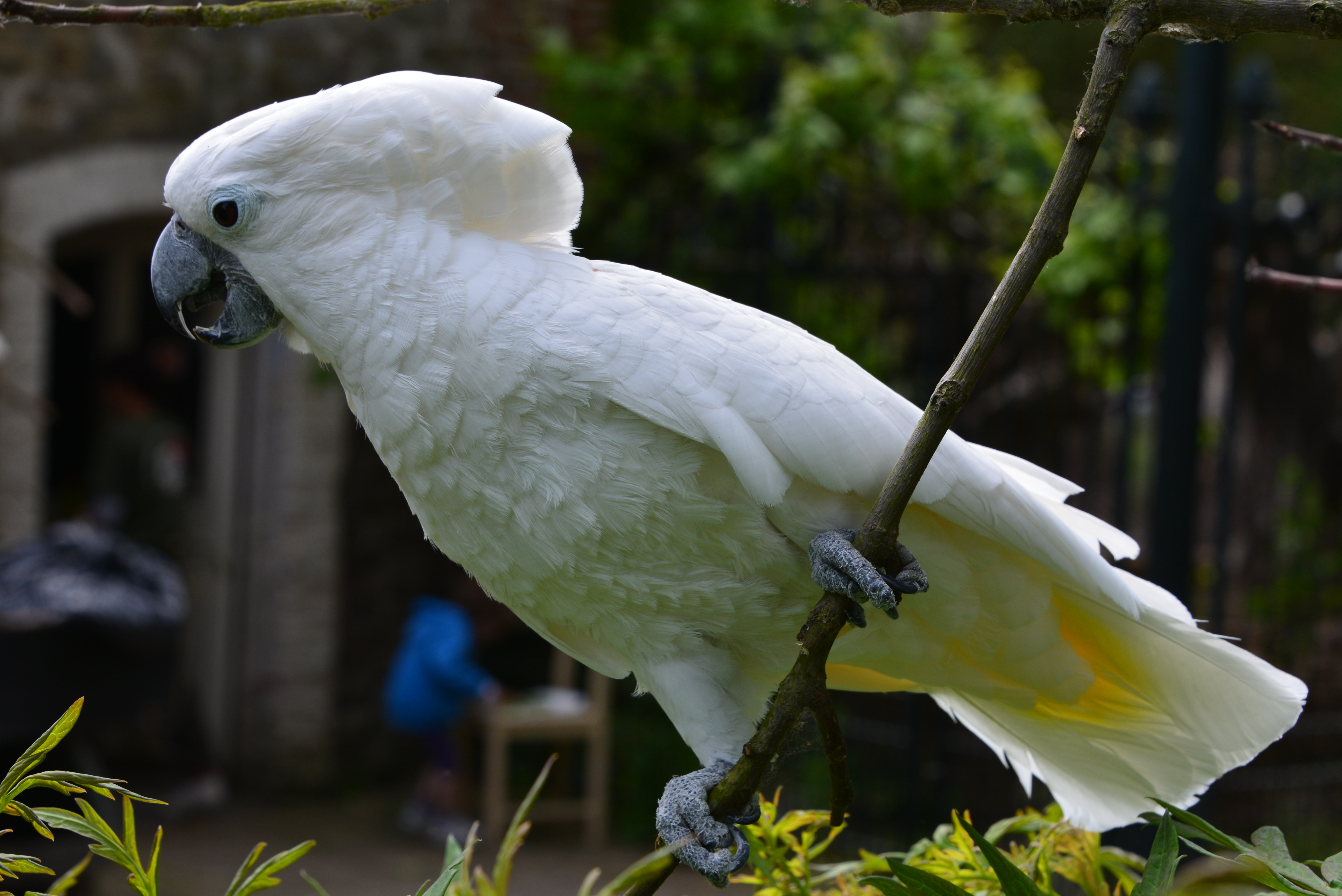
Какаду
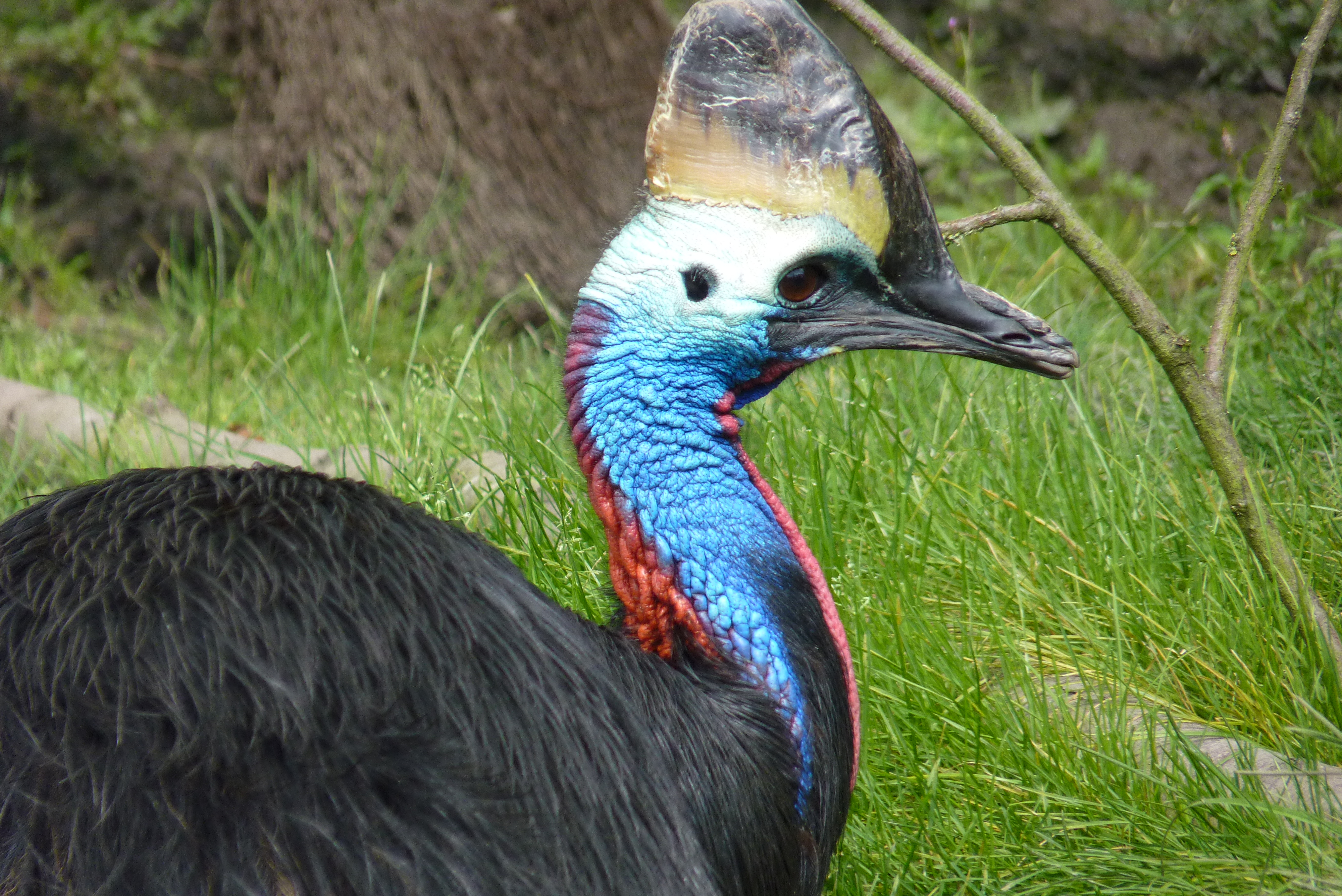
Шлемоносный казуар
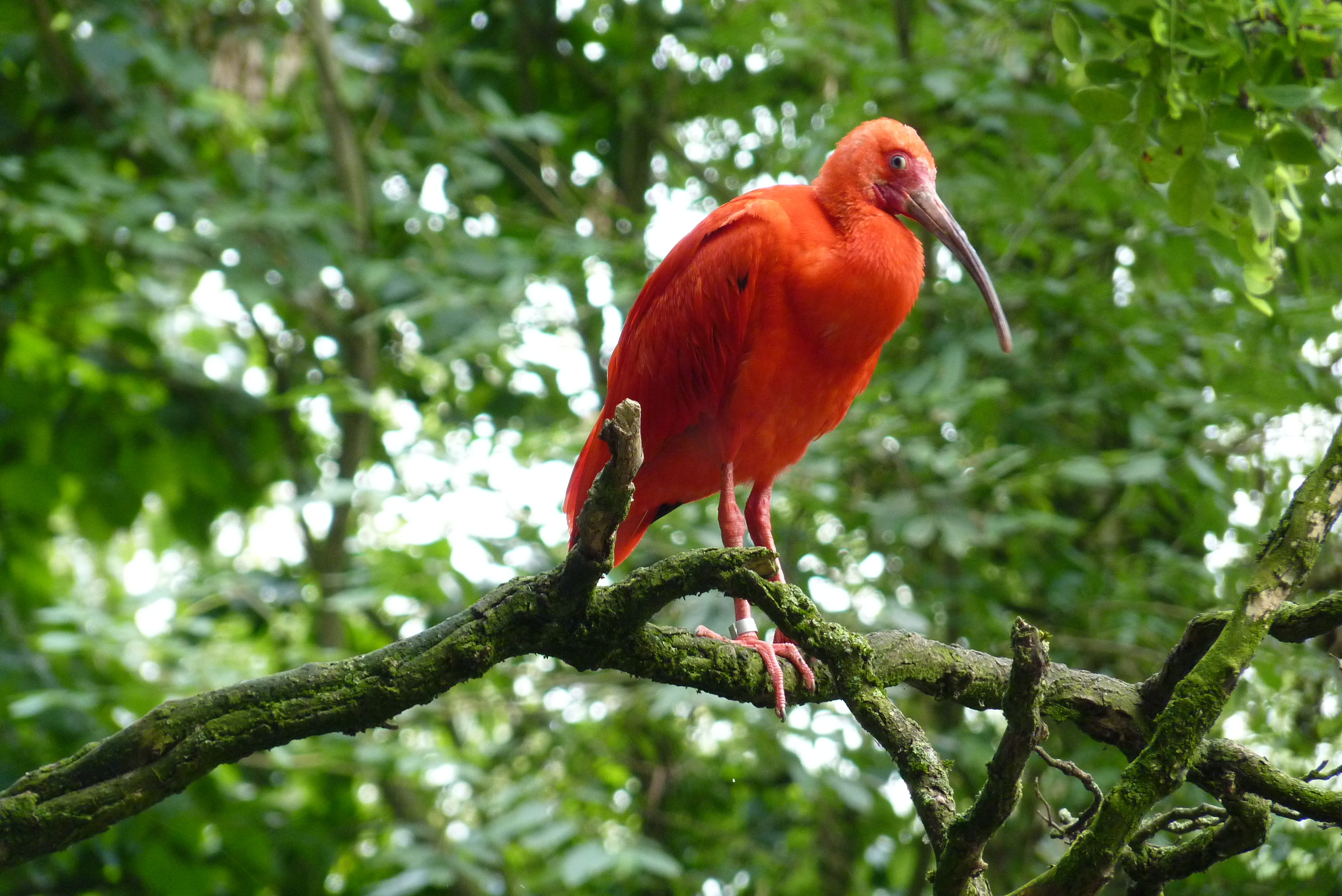
Красный ибис
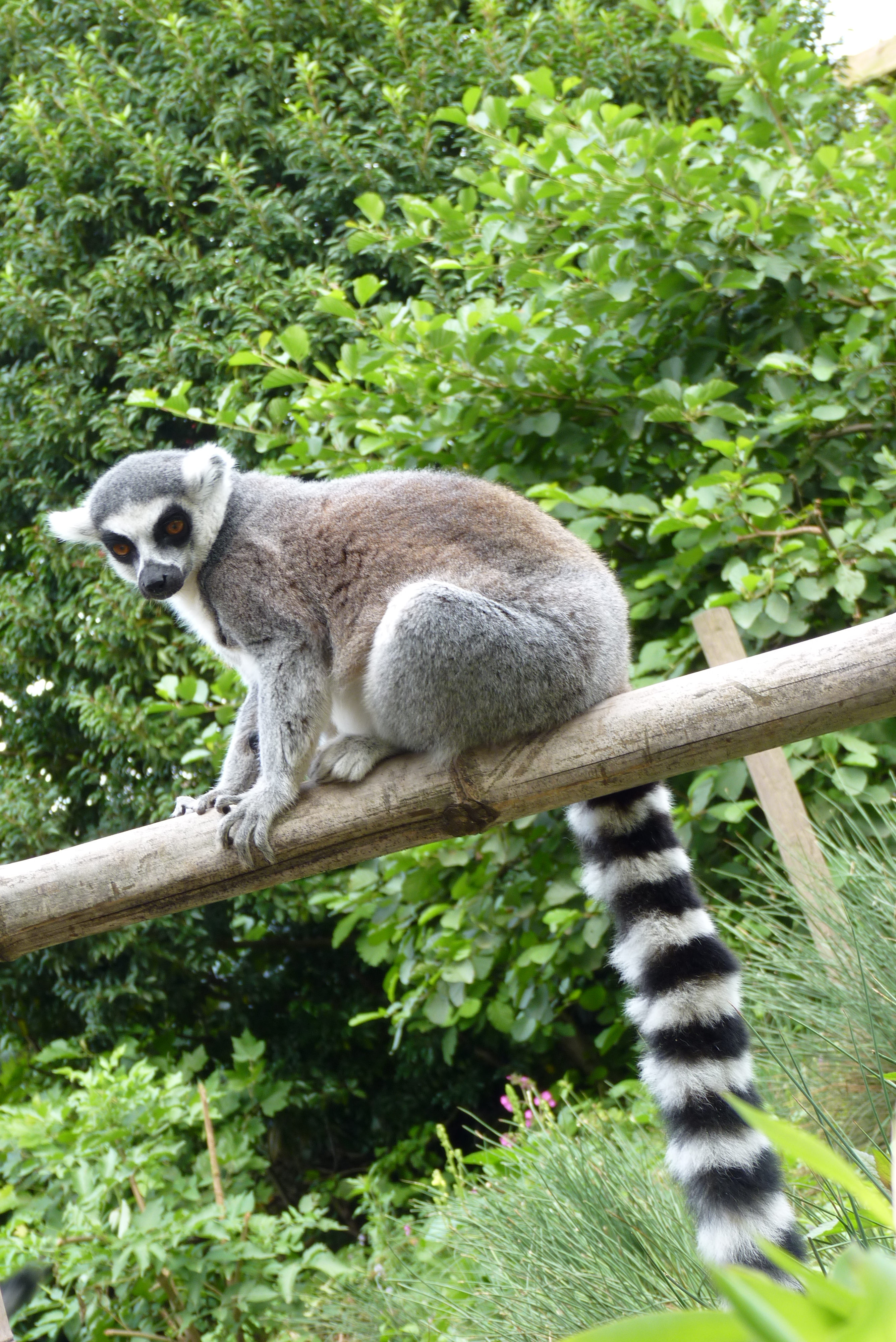
Кольцехвостый лемур

«Мерсус Эймерго»(англ. Mersus Emergo)

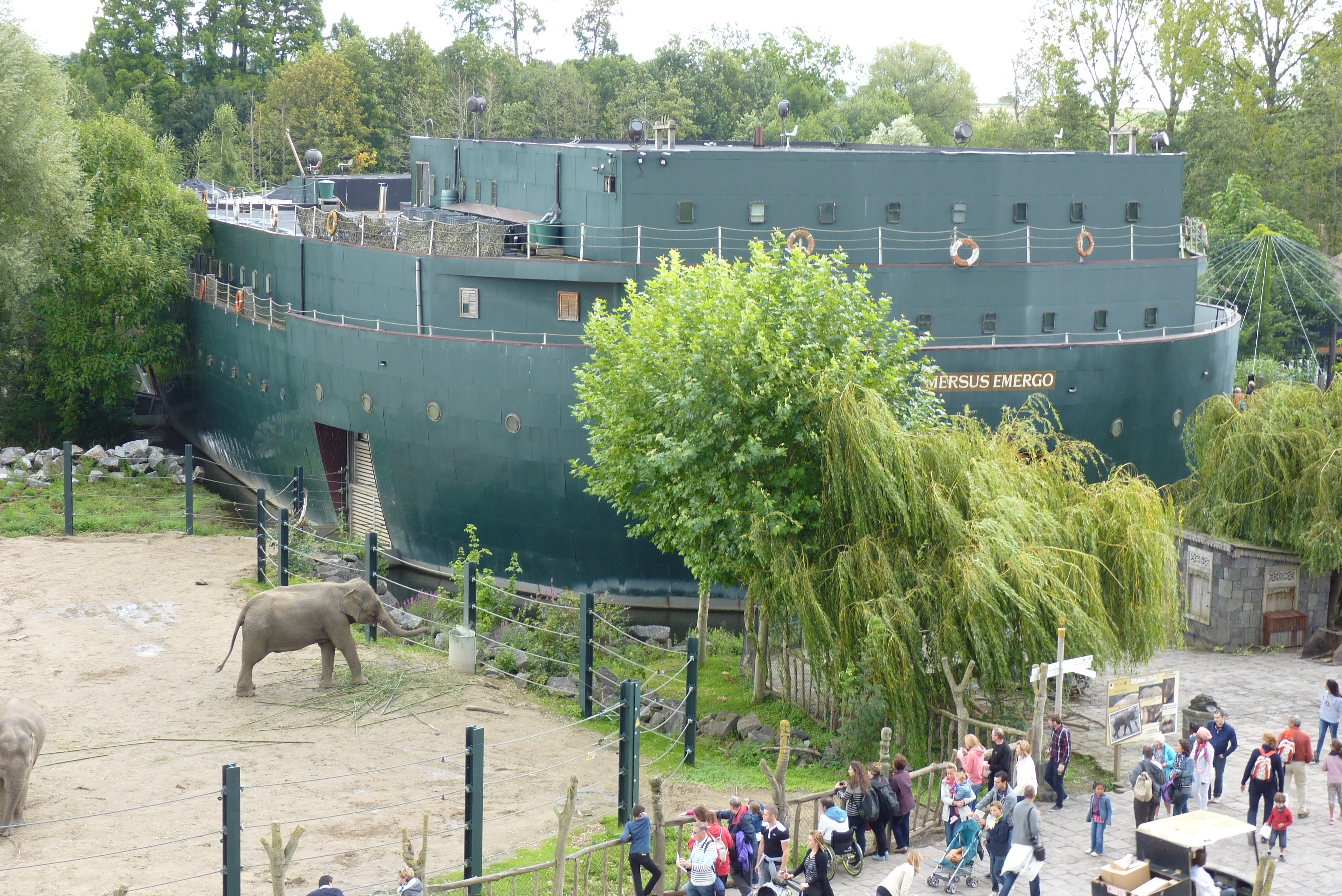
Корабль Мерсус Эмерго

На восточной лагуне пришвартован большой корабль Мерсус Эмерго— копия старого китобойного судна. Внутри него находятся не менее 50 террариумов с рептилиями и земноводными. Разные виды рептилий, черепахи, ящерицы, змеи, игуановые, пауки-птицееды и ряд других крупных насекомых. Некоторые животные были переданы в этот приют после того, как бывшие владельцы решили избавиться от них, как например, крокодил, которого содержали в ванной или питон из гостиной. Таким образом Пайри Дайза осуществляет программы реабилитации и сохранения брошенных и конфискованых животных. Вокруг корабля обитают некоторые виды животных, которые имеют в нём свои убежища, такие как сиаманг, китоглав, королевская цапля, и с 2009 года азиатские слоны.
«Мадиди»
Этот остров площадью 1 000 квадратных метров назван в честь национального парка Мадиди в Боливии и является жильём для саймири, или беличьих обезьян, родина которых — тропические леса в бассейне реки Амазонки. Обезьяны могут здесь свободно перемещаться среди посетителей. Однако люди должны быть осторожны с этими обезьянами, так как они могут укусить, а иногда и воруют мелкие предметы у посетителей.
«Мура Мура»

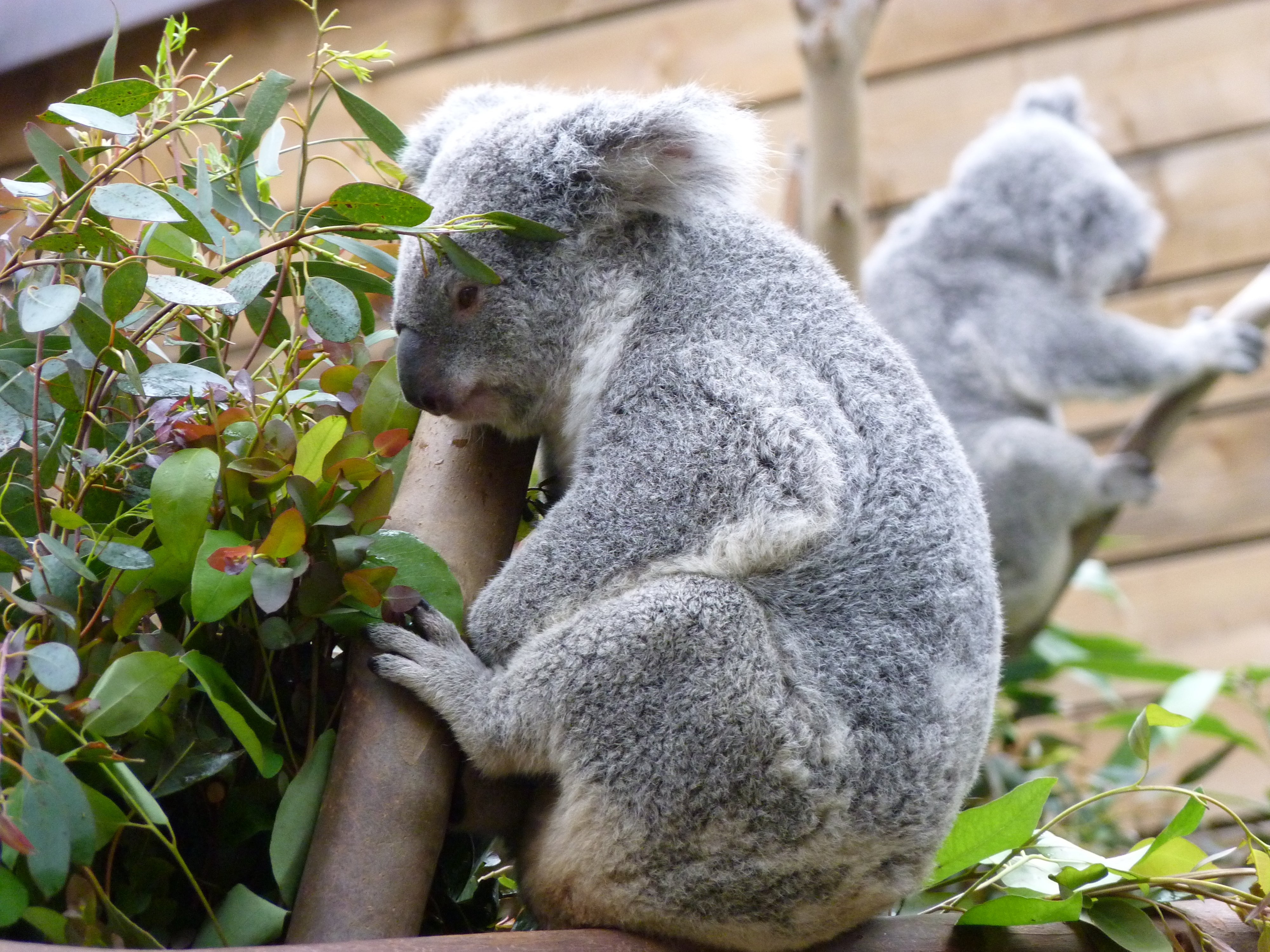
Коалы в Пайри Дайза

«Мура Мура» — это открытая территория и частично вольеры, здесь представлена фауна Австралии (красные кенгуру, шлемоносные казуары, валлаби, какаду, попугаи и растительность Тасмании и Новой Зеландии, в том числе древовидные папоротники, спасённые от уничтожения и пересаженные в парк. На зиму их укрывают специальными колпаками. Земля здесь повсюду красная. В 2016 году в Пайри Дайза был построен дом для коал с территорией вокруг, и были привезены три коалы из Австралии (Брисбен). Парк участвует в программе воспроизводства исчезающих видов, к которым так же относятся и коалы. Кроме того, в доме коал поселились австралийские ехидны.

### «Царство Ганеши» — Индонезийский мир и Юго-Восточная Азия
Ганеша — особо почитаемый бог индуизма, религии Бали. В парке построен большой балийский храм, Пура Агунг из вулканических камней с острова Ява. Храм Цветов («Пура Бунге») балийской архитектуры возведён на вершине холма, откуда открывается панорамный вид на всю территорию парка.
Набор традиционных домов Тимора. Уменьшенная копия каменного храмового комплекса Боробудур, известного буддийского памятника на Яве. Окаменелый лес — окаменелые стволы деревьев, расставленные в форме мегалитических сооружений с островов Суматра, Сулавеси и Сумба.

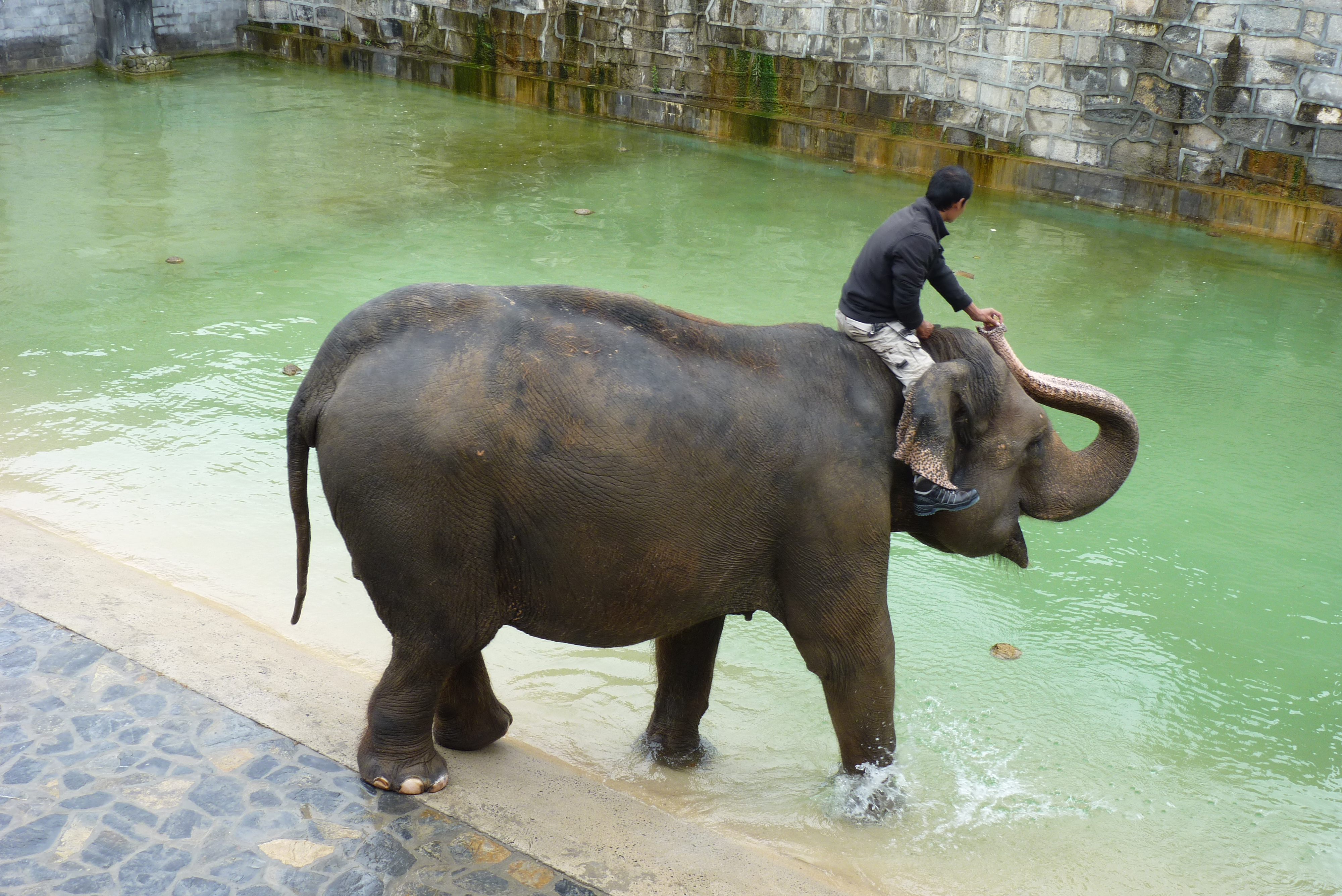
Бассейн для слонов

Дом ремесленника, в котором собрана коллекция скульптур из различных сортов дерева, построен в стиле тайского деревянного зодчества и расположен на холме. Основной темой скульптур является слон.
В Пайри Дайза содержится группа из 14 азиатских слонов, связанных семейными узами. В 2015 году семья пополнилась рождением слонёнка. Эти слоны размещены во Дворце Ани— большом здании, построенном в стиле конюшен древней Индии, и имеют обширную территорию вокруг дворца. Есть бассейн, в котором слоны принимают ванну перед публикой, когда позволяет погода. Фауна этого региона в дополнение к слонам представлена, в частности, буйволами, бобрами, мартышками с острова Сулавеси, дикобразами и различными азиатскими птицами.

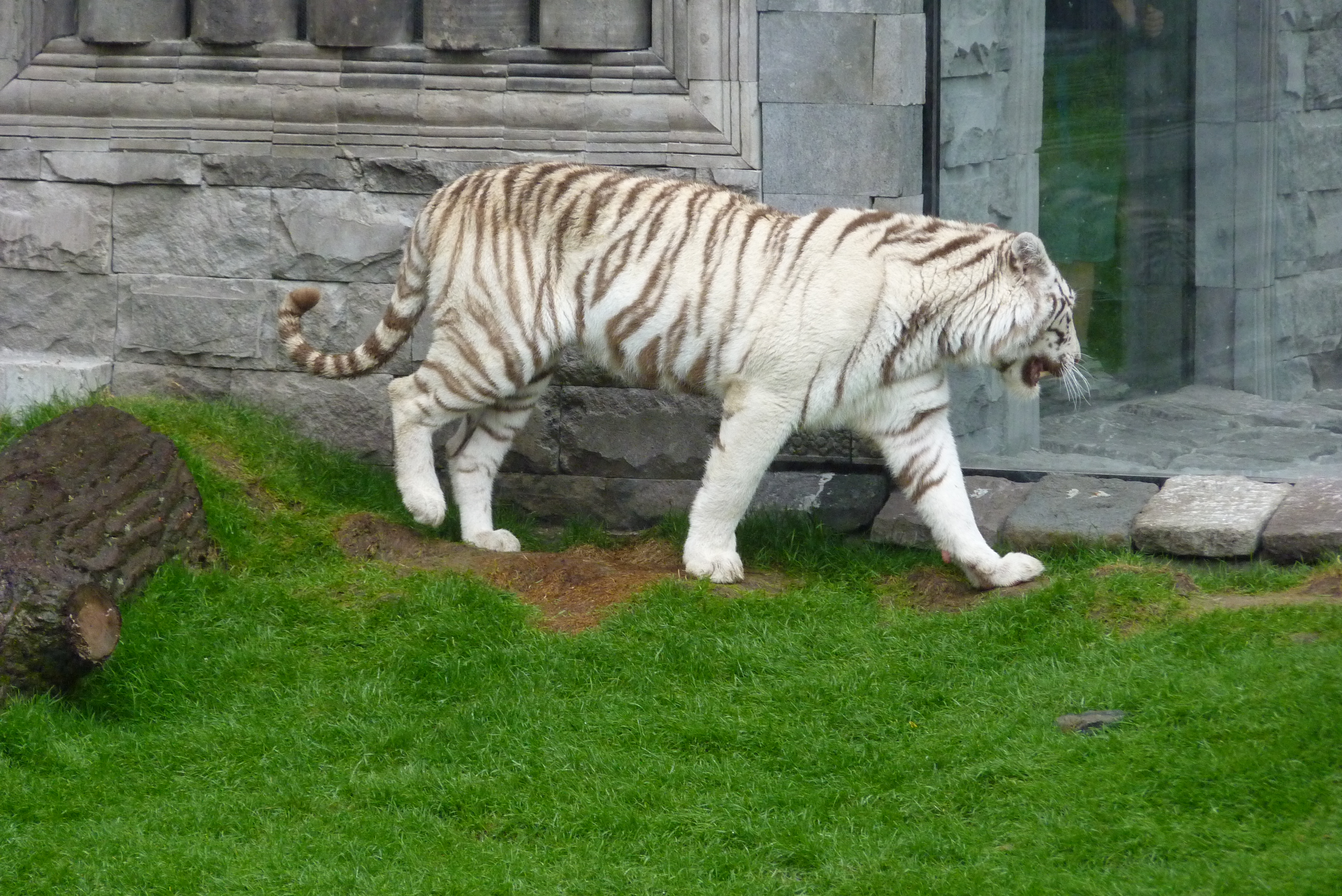
Белый тигр в Пайри Дайза

Два белых бенгальских тигра размещаются в новом корпусе, открытом для посещений в 2015 году. Это архитектурное сооружение, построенное из вулканического камня, возведено по подобию одного из самых красивых кхмерских храмов Байон в регионе Ангкор. Там же находятся пара азиатских пантер и два дымчатых леопарда.

### Восьмой «мир» в проекте

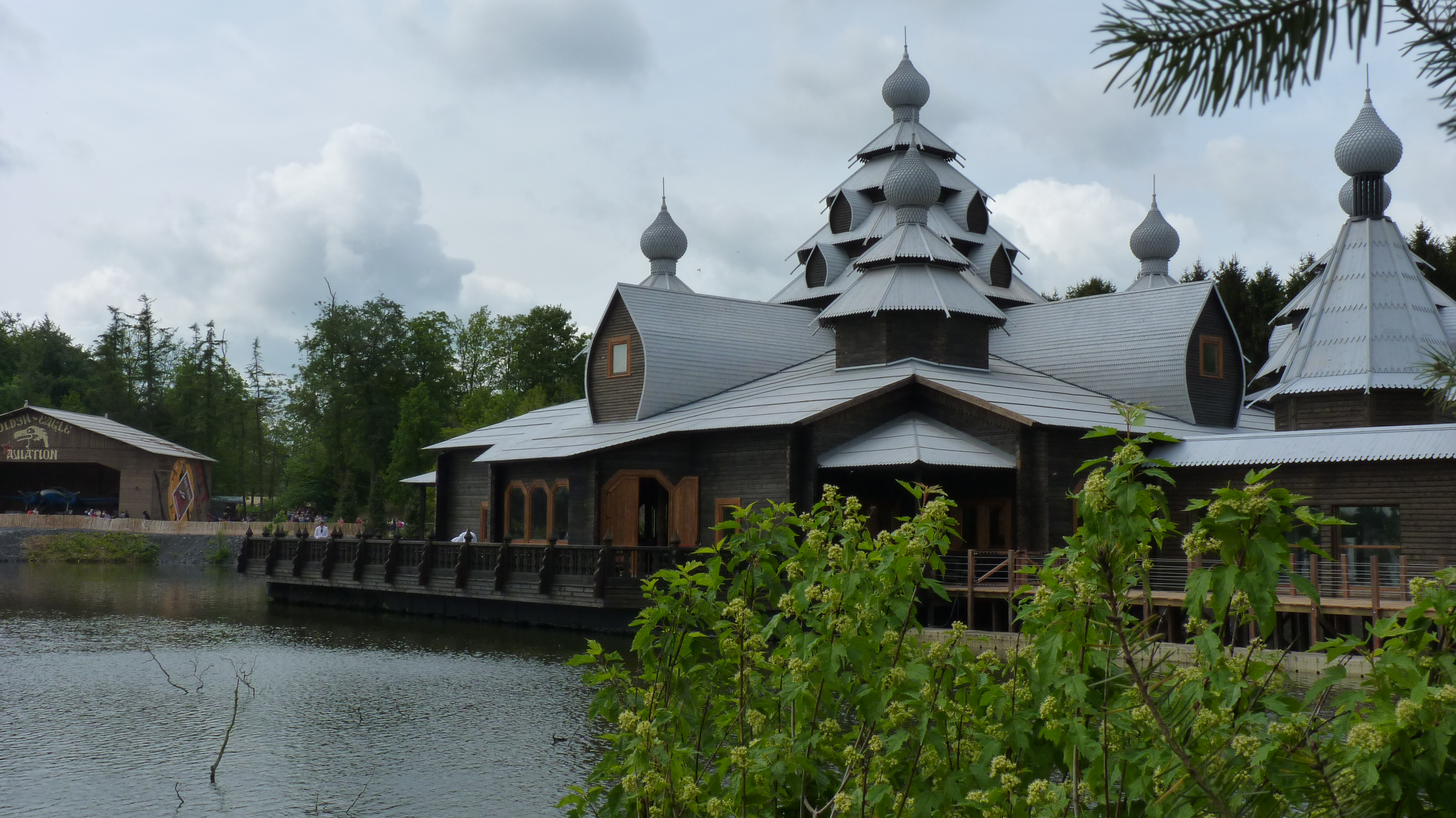
Ресторан славянской кухни «Изба»

К 2017 году планируется открыть «мир Севера», где будет представлена Арктическая часть, здесь будут размещены медведи, олени, волки и лоси. Также будет показан быт и культура людей, проживающих в северных регионах планеты, их традиционный образ жизни, уважение к природе. В 2016 году построен комплекс деревянных зданий, традиционных для Русского Севера, здесь разместился ресторан «Изба», в котором посетителям предлагается буфет с оригинальными блюдами славянской кухни.

## Опекунство животных
Пайри Дайза участвует в различных селекционных программах по защите исчезающих видов, к которым относятся: азиатский слон, кольцехвостый лемур, или кошачий лемур, сиаманг, красная панда, большая панда, гиацинтовый ара, дальневосточный аист, стерх или белый журавль, андский кондор, белоголовый орлан, эдипов тамарин или пинче.
Посетители имеют возможность спонсировать или стать опекуном животного, и делать пожертвования на их питание и обслуживание.

## Звания и призы
Парк Пайри Дайза удостоен различных званий и премий.
- Является победителем премии, присуждаемой зоопаркам и паркам аттракционов (англ. Diamonds ThemeParc Awards), в номинациях :
  - Лучший зоопарк в Бельгии и Нидерландах 2012 года[46] и 2015 года[47]
  - Лучший зоопарк Бельгии, 2013[48]
  - Самые красивые места обитания (Бассейн слонов), Бельгия, 2012[46]
  - Самые красивые места обитания (Земля происхождения жизни), Бельгия, 2013[48]
  - Лучший Тематический парк Бельгии, награждён в январе 2013 года[48]
  - Специальный приз «Прожектор» директору парка 2014[48]
  - Самый красивый парк в Бельгии, 2014[48]
  - Самый красивый парк в Бельгии и Нидерландах в 2015 году[47]
  - Самые красивые места обитания (для панды), Бельгия, 2015[47]
  - Самая красивая морская тема, Бельгия, 2015[47]
- В туристическом секторе назван в числе лучших зоопарков Европы[49] и имеет сертификат «Совершенства» от сайта TripAdvisor.
- В 2015 году назван самым красивым зоопарком (EAZA) Бенилюкса и получил приз за самое красивое приобретение (панды)[50].
- Назван лучшей компанией 2015 года и получил премию от короля Бельгии[51].